# Phare Akra Psaromita
Le phare Akra Psaromita, également appelé phare Psaromita est situé au cap Psaromita, au nord du Golfe de Corinthe en Grèce. Il est mis en service en 1894.

## Caractéristiques
Le phare est une tour cylindrique de pierres, non peintes, accolée à la maison du gardien, dont la lanterne est blanche tandis que le dôme de celle-ci est de couleur verte. Il s'élève à 65 mètres au-dessus des eaux du Golfe de Corinthe.

## Codes internationaux
- ARLHS[2] : GRE-114
- NGA : 14804
- Admiralty[3] : E 3956

## Source
(en) [PDF] List of lights radio aids and fog signals - 2011 - The west coasts of Europe and Africa, the mediterranean sea, black sea an Azovskoye more (sea of Azov) (la liste des phares de l'Europe, selon la National Geospatial - Intelligence Agency)- Version 2011 - National Geospatial - Intelligence Agency - p. 257

## Lien connexe
Golfe de Corinthe